# Hidvégardó
Hidvégardó é um município da Hungria, situado no condado de Borsod-Abaúj-Zemplén. Tem 16,99 km² de área e sua população em 2015 foi estimada em 544 habitantes.